# It's Probably Me
It's Probably Me è un singolo del cantante britannico Sting pubblicato originariamente nel 1992, ed eseguito in collaborazione con i musicisti Eric Clapton, Michael Kamen e David Sanborn. 

## Descrizione
Il brano utilizza il leitmotiv originale della colonna sonora del primo film della serie, Arma letale, uscito cinque anni prima.
Sting ha inciso una nuova versione del brano nel 1993 per il suo album Ten Summoner's Tales, senza la partecipazione di Eric Clapton e Michael Kamen.
Il brano appare inoltre nell'edizione internazionale della raccolta Fields of Gold: The Best of Sting 1984-1994.

## Video musicale
Il videoclip della canzone mostra Sting, Eric Clapton, Michael Kamen e David Sanborn che eseguono il brano insieme, mentre sullo sfondo scorrono alcune scene di Arma letale 3.

## Successo commerciale
La canzone raggiunse la posizione n° 20 nella classifica statunitense Billboard Album Rock Tracks. La canzone riscosse molto più successo in Europa, e in particolare in Italia, dove raggiunse la posizione n° uno delle classifiche, in Francia e nei Paesi Bassi.

## Riconoscimenti
Per It's Probably Me, Sting e Eric Clapton vennero candidati per un ai Grammy Awards 1993 per la migliore colonna sonora, ma non vinsero, essendo infatti battuti da Whitney Houston con la sua I Will Always Love You.
La canzone venne nominata agli MTV Movie Awards del 1993 nella categoria Miglior canzone, ma anche questa volta non vinse perché seconda a I Will Always Love You.

## Tracce
CD
1. It's Probably Me (versione colonna sonora) — 6:21
2. It's Probably Me — 5:01

Vinile
1. It's Probably Me (versione singolo) — 4:41
2. It's Probably Me (versione album) — 6:30

## Classifiche

### Classifiche settimanali
| Classifica (1992)             | Posizione massima |
| ----------------------------- | ----------------- |
| Australia                     | 23                |
| Belgio (Fiandre)              | 11                |
| Canada                        | 12                |
| Francia                       | 4                 |
| Germania                      | 22                |
| Irlanda                       | 17                |
| Italia                        | 1                 |
| Nuova Zelanda                 | 11                |
| Paesi Bassi                   | 6                 |
| Regno Unito                   | 30                |
| Stati Uniti (mainstream rock) | 20                |
| Svezia                        | 29                |
| Svizzera                      | 16                |

### Classifiche di fine anno
| Classifica (1992) | Posizione |
| ----------------- | --------- |
| Belgio (Fiandre)  | 64        |
| Italia            | 4         |
| Paesi Bassi       | 44        |

## Nella cultura di massa
La canzone venne inserita come brano principale nella colonna sonora del film Arma letale 3.